# Disney Village
Disney Village is het uitgaansgebied van Disneyland Parijs. Het ligt tussen de beide pretparken (Disneyland Park en Walt Disney Studios Park) en de meeste hotels in.
Sinds het in 1992 onder de naam "Festival Disney" open ging, is het aanbod van restaurants, winkels en uitgaansmogelijkheden sterk uitgebreid.

## Faciliteiten
Disney Village omvat restaurants, bars, winkels en een klein aantal attracties en shows. De volgende lijst is een opsomming van deze verschillende elementen.

### Restaurants
- Annette's Diner – Een burger-restaurant in jaren '50-thema.
- Rosalie een brasserie met Franse keuken. Voorheen: Café Mickey – Een restaurant met voornamelijk Italiaanse keuken.
- Earl Of Sandwich – Een Amerikaanse broodjeszaak.
- Five Guys – Een fastfood-restaurant.
- Royal Pub, een bistro met Engelse specialiteiten. Voorheen: King Ludwig's Castle Een restaurant in Beiers thema.
- La Grange – Een restaurant met een tex-mex-buffet, behorend bij Billy Bob's Saloon, gelegen op de bovenste etage.
- McDonald's – Een fastfood-restaurant.
- New York Style Sandwiches – Sandwich, salades en pasta's
- Planet Hollywood – Een restaurant met een filmthema (gesloten sinds 8 januari 2023)
- Rainforest Café – Een restaurant met oerwoudthema.
- The Steakhouse – Een restaurant met voornamelijk steaks.
- Vapiano – Een Italiaans restaurant.
- Ben & Jerry's - afhaalplaats voor ijsjes

### Bars
- Sports Bar – Een bar waar op televisieschermen sportwedstrijden te volgen zijn.
- Starbucks – Een koffiebar.

### Winkels
- Boutique King Ludwig's Castle – Een souvenirwinkel behorend bij het gelijknamige restaurant.
- Boutique Planet Hollywood – Dit is de winkel van het Planet Hollywood-restaurant.
- Boutique Rainforest Café – De winkel van het Rainforest Café.
- Disney Fashion – Een kledingwinkel.
- Disney Store – De op een na grootste souvenirwinkel van Disneyland Parijs.
- The Disney Gallery – Een kunstgalerie, waar men schilderijen van Disney kan kopen.
- The LEGO Store – Een winkel waar men de beroemde LEGO-steentjes verkoopt. Voorheen zat hier de Hollywood Studio Shop.
- World of Disney – De grootste souvenirwinkel van Disneyland Parijs.
- World of Toys – Speelgoedwinkel voor kleine kinderen.

### Attracties en shows
- Cinemas Gaumont – Een bioscoop met vijftien zalen, waar tevens een vestiging van de Häagen-Dazs-keten te vinden is.
- PanoraMagique – Een luchtballon die uitzicht over Disneyland Parijs en diens omgeving biedt.
- Stadium – Een arcadehal.

## Incidenten

### Loopbanden
Op 23 maart 2019 was er een incident veroorzaakt door harde knallen. Hierdoor is een grote groep mensen in paniek over het terrein gaan rondrennen, waardoor nog meer paniek ontstond. Aanvankelijk werd gedacht aan explosies of geweerschoten. Dit bleek achteraf te gaan om de Moving sidewalks vanaf de parkeerplaats naar Disney Village. Een van de banden heeft waarschijnlijk kortsluiting gehad en dit veroorzaakte "harde mechanische knallen".
Het Walt Disney Studios Park, Disney Village en het Disneyland park zijn in "lockdown" gegaan en door militairen is een vooropgestelde procedure uitgevoerd. Enkele mensen zijn lichtgewond geraakt. Disney heeft de loopbanden uit voorzorg buiten gebruik genomen en afgezet. De banden zijn na uitgebreide controle en onderzoek weer in gebruik genomen.